# Ужовка (Ардатовский район)
Ужо́вка  — покинутая деревня в Ардатовском районе Нижегородской области Россия. Ранее входила в состав упраздненного Котовского сельсовета. В данный момент входит в состав городского поселения рабочего поселка Ардатов.

## Этимология
Деревня Ужовка получила своё название от одноимённой реки, на берегу которой она расположена. О происхождении названия реки имеется несколько версий. Согласно одной, оно произошло от эрзянских слов ужа — «отдалённый угол» или ужгал — «окунь». По другой версии, название русское и происходит от названия змеи уж, так как их в этом районе много, а сама река имеет извилистое течение, которое похоже на ужа.

## История
В середине XIX в. д. Ужовка находилась в 7 верстах от р.п. Ардатова, на проселочной дороге, соединявшей Ардатов с почтовым трактом Арзамас - Муром. Она была расположена на берегу р. Лемети. Деревня входила в состав второго стана Ардатовского уезда Нижегородской губернии.
Согласно устному преданию, часть деревни была государственной, а остальная часть была закреплена за тремя барынями. Люди работали и служили барыням. Эти сведения не совсем согласуются с документальными данными. По документам, в XIX в. Ужовка числилась полностью владельческой деревней, государственных крестьян здесь не было. Часть крестьян была закреплена за помещиком Всеволожским, часть за княгиней Волконской, часть за помещицей Исаковской.
В 1859 г. в деревне числилось 64 двора, в ней проживало 172 человека мужского пола и 160 женского.
Крестьяне жили бедно. Возделывали такие сельскохозяйственные культуры, как рожь, гречиха, просо. В деревне была крупорушка, принадлежала она частнику. Летом люди занимались земледелием и скотоводством, а зимой - изготовлением обуви для себя. Была в деревне шерстобойня, принадлежала она государству. Валяли сапоги из шерсти. Плели лапти.
Уже с середины XIX в. д. Ужовка наряду с селом Леметь была крупнейшим в Ардатовском уезде центром лапотного производства. Развитие этого промысла было обусловлено двумя обстоятельствами: низкой производительностью песчаных земель деревни и изобилием дешевой (а при помещиках бесплатной) липы в окрестных лесах. На вопрос о начале промысла ужовские кустари в XIX в. отвечали: «Давно он у нас, из рода в род переходит».
Кустари лапотных селений указывали, что первыми лапотными селениями были: Лемет], Ужовка, Измайловка и Чуварлейка, а уже из них плетение лаптей было занесено в другие населенные пункты Ардатовского уезда.
В середине 80-х гг. XIX в. в Ужовке насчитывалось 150 кустарей, занимавшихся плетением лаптей. В это время в деревне числилось 68 дворов, в них проживало 211 мужчин и 217 женщин. Таким образом, практически в каждой семье был кустарь - лапотник (дети лишь изредка принимали участие в промысле, а женщины не принимали вообще).
Рабочий сезон кустарей длился 200 дней: с Покрова до весеннего сева. Сеяли наТроицу. Липовое лысо на лапти заготавливали с весны до Ильина дня. Лыко драли в арендованных до начала весны окрестных лесах. Кустари Ужовки арендовали до 30 десятин липняка. Собранное лыко связывали в пучки по 5 лык (толстых и длинных) или по 15 лык (тонких и коротких). Такие пучки лык на базаре стоили по 30 коп. Одному кустарю для годового цикла производства требовалось не более 100 пучков лыка. При аренде лыка и самостоятельной сдирке лыка один пучок в среднем обходился кустарю в 14 коп. В Ужовке, так же как и в Измайловке, и в Лемети, плели некрещеные лапти. Из пучка лыка можно было получить до 20 пар лаптей, в день мастер мог изготовить до 10 пар некрещеных лаптей - плели их на скорую руку. Сбыт лаптей производился так же, как и в Измайловке или Лемети. Носивший лапти изнашивал в месяц 2 -З пары некрещеных лаптей. Поэтому на продукцию ужовских мастеров существовал устойчивый спрос. Впрочем, промысел лапотный был хоть и стабильным, но малодоходным: ежегодный чистый доход от него не превышал 46 руб. Пара некрещеных лаптей в Ардатове стоила всего три копейки. Кроме изготовления и продажи лаптей кустари Ужовки продавали липовое лыко кустарям безлесных селений, зимой рубили и возили лес, дрова. Но все эти промыслы обеспечивали лишь половину достатка средней семьи д. Ужовки. Другую половину она получала с сельского хозяйства.
В 80-х гг. XIX в. земля Ужовки находилась в общинном владении. Деревня состояла из трех общин: первому крестьянскому обществу принадлежало 9 десятин 1830 саженей усадебной земли, 120 десятин пахотной земли и 22 десятины 651 сажень лугов; за вторым крестьянским обществом было 12 десятин 651 сажень усадебной земли и 234 десятины пахотной земли; за третьим - 3 десятины 2055 саженей усадебной земли, 114 десятин 1267 саженей усадебной земли и 1 десятина 1710 саженей неудобий.
Душевой надел во всех трех общинах составлял 4,5 десятины. Крестьянину деревни Терентию Глотову принадлежало 2,5 десятины собственной покупной земли. У помещика Безобразова жители деревни арендовали до 30 саженей земли. Поголовье скота в деревне было таким: 48 лошадей, 65 коров, 190 голов мелкого скота.
За деревней числилось 129 руб. 93 коп. недоимок. В течение года с окладной души «сходило» 9 руб. всех податей, в деревне числилось 158 окладных душ. По переписи 1897 г., в Ужовке проживало менее 500 человек обоего пола.
В начале XX в. Ужовка входила в состав Котовской волости Ардатовского уезда, в деревне не было зарегистрировано никаких торговых или промышленных заведений. 
В 1902 г., по словам старожилов, деревня полностью сгорела. Церкви в Ужовке не было, жители деревни входили в состав Леметского прихода. Своего кладбища не было, хоронили на кладбище села Леметь.
В 1911 г. была построена начальная школа, которая начала работать в 1912 г. В школе обучалось большинство детей богатых. А дети бедных крестьян из-за отсутствия одежды и обуви учиться в школе не могли.
В 1910 г. в д. Ужовке числилось 100 дворов, составлявших три крестьянских общества.
В 1912 г. число дворов увеличилось до 105. В это время в деревне проживало 585 человек. Совокупное поголовье скота было небольшим- 373 головы.
С 1917 по 1920 г. в деревне было безвластие. Деревня никому не принадлежала, ни к кому не относилась. В 1929 г. осенью организовали колхоз. Жители вступали в него без желания. Колхоз назвали «Грузчик». В 1930 г. был раскулачен богатый Куратов и со всею семьей выслан из деревни.
Во время организации колхозов образовались и Советы. Деревня Ужовка входила в состав Измайловского сельского Совета.
В войну в деревне были и эвакуированные-три семьи из Смоленска. В настоящее время в деревне они не проживают. Уехали после войны.
В 1949 г. в деревне снова бьл пожар. Сгорело 18 домов. Колхоз был объединен с измайловским колхозом. Многие стали разъезжаться, искать лучшей жизни. Начальная школа проработала до 1968 г.
К 1993 г. население составляло всего лишь 35 человек, учащихся общеобразовательных школ 2 человека, трудоспособного населения З человека, а остальные - пенсионеры. Жители помоложе держат скот, обрабатывают землю на приусадебных участках. Никаких перспектив на будущее в деревне нет.

## Географическое положение
Деревня Ужовка находится на юго-западе Нижегородской области России, на левом берегу одноимённой реки. Административный центр муниципального округа Ардатов находится в 7 км к юго-востоку от Ужовки. Деревня соединена просёлочными дорогами на севере с селом Измайловкой (расстояние 3 км), на юго-востоке — с деревней Обход (3 км) и шоссейной дорогой Ардатов — Леметь (2 км).
В 1 км выше по течению реки Ужовки есть небольшие овраги, до 3 м глубиной.
Высота над уровнем моря около 123 метров.
Деревня Ужовка, как и вся Нижегородская область, находится в часовой зоне МСК (московское время). Смещение применяемого времени относительно UTC составляет +3:00.

## Административная принадлежность
Деревня Ужовка входит в состав административно-территориального образования Рабочий посёлок Ардатов Ардатовского муниципального округа Нижегородской области Российской Федерации.

## Климат
Деревня находится в зоне умеренно-континентального климата, который характеризуется холодной продолжительной зимой и тёплым, но достаточно коротким летом. За год выпадает в среднем 450—550 мм осадков, из них 68 % — в виде дождя и 32 % — в виде снега. Среднегодовая относительная влажность воздуха — 76 %. Снежный покров достигает 50 см, а в особо снежные зимы может достигать одного метра и более.
Весна приходит резко, обычно к середине апреля, при этом вплоть до середины мая нередки заморозки. Лето сравнительно короткое и достаточно жаркое — в отдельные годы температура может достигать 36 °C. Шапка лета приходится на июль. В конце весны и лета нередки грозы — их может случаться до 20 за год, почти каждый год выпадает град. Осень приходит в сентябре и стоит до начала ноября, но уже в сентябре нередки заморозки. Зима наступает в начале ноября и продолжается до середины марта. Обычно первый снег выпадает в октябре и держится в течение пяти месяцев, сходит к 10—15 апреля. Почва промерзает на глубину 70—90 см.
Вегетационный период составляет 189 дней, продолжительность безморозного периода — 137 дней.

## Население
| Численность населения | Численность населения | Численность населения | Численность населения | Численность населения | Численность населения | Численность населения | Численность населения | Численность населения | Численность населения |
| 1780                  | 1859                  | 1890                  | 1912                  | 1916                  | 1993                  | 1999                  | 2002                  | 2010                  | 2021                  |
| --------------------- | --------------------- | --------------------- | --------------------- | --------------------- | --------------------- | --------------------- | --------------------- | --------------------- | --------------------- |
| 543                   | ↘332                  | ↗428                  | ↗585                  | ↗627                  | ↘35                   | ↘26                   | ↘24                   | ↘0                    | ↗3                    |

## Инфраструктура
В деревне единственная улица Набережная.